# 천상의 피조물 (1994년 영화)
《천상의 피조물》(Heavenly Creatures)은 뉴질랜드에서 제작된 피터 잭슨 감독의 1994년 범죄, 드라마, 판타지, 스릴러, 멜로/로맨스 영화이다. 케이트 윈슬렛 등이 주연으로 출연하였고 짐 부스 등이 제작에 참여하였다.

## 줄거리
1952년 뉴질랜드 크라이스트처치, 부유한 영국 소녀 줄리엣 헐미는 새로운 학교로 전학 와 노동 계층 출신의 폴린 파커와 친구가 된다. 어린 시절 심각한 질병과 병원 생활을 공유하며 깊은 우정을 쌓은 두 소녀는 서로에게 강렬하게 끌린다. 폴린은 줄리엣의 거침없는 태도와 아름다움에 매료된다. 줄리엣이 가족과 함께 평화로운 지적 생활을 누리는 것과 달리, 폴린은 어머니 호노라와 끊임없이 다투며 불화를 겪는다. 폴린은 대부분의 시간을 헐미 집에서 보내며 받아들여지는 느낌을 받는다.
줄리엣과 폴린은 함께 그림을 그리고, 이야기를 쓰고, 인형을 만들며 '보로브니아'라는 환상의 왕국을 창조한다. 그들이 함께 쓰는 모험 소설의 배경이기도 한 보로브니아는 점차 현실 세계만큼이나 그들에게 실재하는 공간이 된다. 줄리엣은 폴린에게 기독교인이 없는 천국인 '제4세계'라는 개념을 소개하고, 죽으면 그곳에 갈 것이라고 믿는다.
포트 레비로 당일치기 여행을 떠난 날, 줄리엣의 부모는 함께 여행을 떠날 계획을 발표하며 줄리엣을 혼자 남겨두겠다고 말한다. 홀로 남겨질 생각에 히스테리를 일으킨 줄리엣은 처음으로 제4세계를 경험하고, 그곳을 아름답고 안전한 공간으로 인식한다. 그녀는 폴린에게 함께 가자고 제안하고, 폴린 또한 제4세계를 보게 된다. 이러한 공유된 영적 경험은 제4세계에 대한 믿음을 확고히 하고, 일상 세계에 대한 그들의 인식에 영향을 미치기 시작한다.
줄리엣이 결핵 진단을 받고 요양소로 보내지자, 줄리엣과 폴린은 편지를 주고받으며 보로브니아 왕국의 왕족 역할을 맡아 소통한다. 이 기간 동안 폴린은 하숙인과 성적인 관계를 맺어 줄리엣의 질투심을 유발한다. 그들의 환상적인 삶은 현실 세계에서 벗어나는 유용한 도피처가 되고, 둘은 자신들을 억압하는 사람들에 대해 점점 더 폭력적이고 심지어 살인적인 환상을 품는다. 줄리엣이 요양소에서 퇴원한 후, 그들의 관계는 더욱 격렬해진다. 줄리엣에게 폴린이 집착하는 것을 우려한 줄리엣의 아버지는 폴린의 부모에게 이야기하고, 폴린은 의사에게 진찰을 받는다. 의사는 폴린이 동성애 성향을 가지고 있다고 의심하고, 이를 폴린의 극적인 체중 감소와 어머니에 대한 분노 증가의 원인으로 설명한다.
줄리엣의 부모는 이혼을 발표하고 줄리엣을 남아프리카에 있는 친척에게 보내기로 결정한다. 이별에 대한 생각에 점점 더 괴로워진 두 소녀는 함께 도망칠 계획을 세운다. 그 계획이 불가능해지자, 둘은 욕조에서 이야기를 나누며 함께 할 수 없게 만드는 가장 큰 장애물인 폴린의 어머니를 살해할 계획을 세운다. 
줄리엣의 집에서 마지막 3주를 함께 보낸 두 소녀는 폴린이 집으로 돌아간 후 살인 계획을 최종적으로 세운다. 호노라는 세 사람과 함께 빅토리아 공원으로 소풍을 가기로 계획한다. 차를 마신 후, 세 사람은 가파른 언덕길을 걷는다. 호노라가 소녀들이 일부러 떨어뜨린 분홍색 장신구를 주우려고 몸을 숙이는 순간, 줄리엣과 폴린은 오래된 스타킹에 숨겨둔 깨진 벽돌 조각으로 그녀를 때려 죽인다.
영화의 마지막에 나오는 글은 폴린과 줄리엣이 살인 직후 체포되어 사형을 면할 수 있는 나이였기 때문에 5년형을 선고받고 1959년에 다시는 서로 만나지 않는다는 조건으로 따로 석방되었다는 사실을 밝힌다.

## 출연

### 주연
- 케이트 윈슬렛
- 멜라니 린스키

### 조연
- 사라 페어즈
- 다이아나 켄트
- 클리브 메리슨
- 사이몬 오코너

## 기타
- 공동제작: 피터 잭슨
- 라인프로듀서: 브리짓 보크
- 미술: 그랜트 메이저
- 의상: 엔길라 딕슨
- 배역: 존 허바드
- 배역: 로스 허바드
- 배역: 리즈 멀레인